# 許廣漢
許廣漢（前2世纪—前61年），昌邑（今山东省金乡县）人，西漢宦官，平恩侯，漢宣帝皇后許平君之父。

## 生平
許廣漢是昌邑人，少年時曾為昌邑王郎。從漢武帝到甘泉時，誤取他人的馬鞍披在自己的馬上，以盜竊罪論當死，其後以宮刑代替。
許廣漢有女許平君，年十四、五岁，嫁給了當時尚是平民的皇曾孫劉病已（漢宣帝），一年後（前75年）許平君生子劉奭（漢元帝）。
前74年，漢宣帝即位後，封許平君為婕妤。當時，权臣霍光有小女兒成君，與皇太后上官氏有親。公卿請立霍光之女成君為皇后，但漢宣帝下詔求微時故劍，眾大臣知其所指，立許平君為皇后。

## 封爵
霍光以許廣漢曾受宮刑不宜封侯，漢宣帝遂封許廣漢為昌成君。
地節三年（前67年），劉奭被立為皇太子，外祖父許廣漢封為平恩侯。許廣漢死於神爵元年（前61年），諡戴侯。死後無子，由三弟許延壽之子許嘉襲爵。